# لیکوئیدیتی سرویسز
لیکوئیدیتی سرویسز (انگلیسی: Liquidity Services) شرکت تجارت الکترونیک آمریکایی است، که در سال ۱۹۹۹ تأسیس شد.